# أعطني المأوى (فلم 1970)
أعطني المأوى (بالإنجليزية: Gimme Shelter) فيلم وثائقي بريطاني أمريكي لعام 1970، من إخراج ألبرت، وشقيقه ديفيد ميسيلز (فريق صناعة الأفلام الوثائقية الأمريكية)، وشارلوت زفيرين، يؤرخ الفيلم الأسابيع الأخيرة من جولة رولينج ستونز في الولايات المتحدة عام 1969، والتي بلغت ذروتها في كارثة مهرجان التمونت سبيدواي المجاني: (حفل موسيقى الروك للثقافة المضادة أقيم يوم السبت 6 ديسمبر 1969، في التمونت شمال كاليفورنيا، الولايات المتحدة. حضر الحفل حوالي 300000 شخص، اشتهر هذا الحدث بالعنف الكبير، بما في ذلك وفاة الشاب ميريديث هانتر بطعنه، وثلاث وفيات عرضية: اثنان بسبب حادث سيارة صدم وهروب، وواحدة بسبب الغرق الناجم عن عقار ال اس دي في قناة الري، وأصيب العشرات وسرقت سيارات عديدة ثم هُجرت، ووقعت أضرار جسيمة في الممتلكات).
جاء عنوان الفيلم من عنوان الأغنية الرئيسية على ألبوم الرولنج ستونز الصادر 1969 «دعها تنزف Let It Bleed»، وعرض الفيلم خارج المنافسة كالفيلم الافتتاحي في مهرجان كان السينمائي عام 1971.
يرتبط هذا الفيلم الوثائقي لعصر «الثقافة المضادة» بحركة «السينما المباشرة Direct Cinema» في الخمسينيات والستينيات. فريق الإخراج، الإخوان ميسليز، الذين هم شخصيات بارزة في ذلك العصر. تدور الحركة حول فلسفة كونك صانع أفلام «تفاعلي»، حيث تسجل الأحداث وهي تتكشف بشكل طبيعي وعفوي بدلاً من التحقيق في الموضوع من خلال تقنيات وثائقية مثل المقابلات وإعادة الإعمار والتعليق الصوتي.

## الإنتاج
يصور الفيلم بعضًا من حفلات ماديسون سكوير غاردن التي ظهرت لاحقًا في الألبوم الحي للفريق لعام 1970، «أطلق اليا يا خاصتك: الرولينج ستونز في حفل Get Yer Ya-Ya's Out! The Rolling Stones in Concert»، وأيضا مقطع لقارع طبول رولنج ستونز «تشارلي واتس وحمار» تم تصويره على الطريق السريع ام 6 خلال جلسة تصوير غلاف الألبوم. يصور الفيلم أيضا عمل فريق الستونز في مدينة مسل شولز لتسجيل أغنية «السكر البني Brown Sugar» و«الخيول البرية Wild Horses».
صوّر الإخوان ميسليز الحفلة الموسيقية الأولى للجولة في ماديسون سكوير غاردن في مدينة نيويورك، وبعد الحفل، سأل الأخوان فريق الستونز عما إذا كان بإمكانهم تصويرهم في جولة، ووافق الفريق.  
يعرض جزء كبير من الفيلم عقد الصفقات التي جرت خلف الكواليس لإقامة حفل التامونت المجاني، بما في ذلك الكثير من اللقطات للمحامي المعروف ملفين بيلي وهو يتفاوض عبر الهاتف لإقامة المهرجان.
يتضمن الفيلم أيضاً التفاوض مع رالف «سوني» بارجر، زعيم نادي هيلز آنجيلز Hells Angels (نادٍ عالمي للدراجات النارية بنسبة واحد في المائة، والذي عادة ما يركب أعضاؤه دراجات هارلي ديفيدسون النارية)، الذي يذكر هذه الواقعة ويقول: «قالوا لي إن كان بإمكاني الجلوس على حافة المسرح، وذلك لكي لا يستطيع أحد التسلق لخشبة المسرح فوقي، ويمكنني شرب الجعة حتى ينتهي العرض».
يتحول التركيز في الفيلم إلى حفلة عام 1969 نفسها في التامونت التي تم تعيين أعضاء نادي هيلز آنجيلز كأفراد أمن للحفلة مسلحين بعصي لعبة البيلياردو، ومع مرور الوقت في يوم العرض، وتناول الجمهور، وأيضاً أعضاء هيلز آنجيلز الشراب والمخدرات، وانقلب مزاج الكثيرين، واندلعت المعارك أثناء عزف فريق «الاخوة بوريتو الطائرين»، وفريق «جيفرسون أيربلين»، وأثناء مناشدة جريس سليك عضوة فريق أيربلين للجمهور، ودعوته للهدوء، وصل ميك جاغر إلى الموقع مستقلاً طائرة مروحية، وتعرض للكمات في وجهه من بعض الجماهير الجامحة بينما كان في طريقه إلى مقطورته. تصاعد العنف من الحضور، ومن الهيلز آنجيلز الذين تحولوا من أفراد أمن إلى مصدر للعنف حتى ان فريق جريتفول ديد حضر إلى الموقع، ولكن الفريق لم يعزف حيث أن أحد أعضاء فريق سانتانا أطلع قائد فريق جريتفول ديد «جيري جارسيا» على مجريات العنف. تقدم الشاب الأسمر ميرديث هانتر، البالغ من العمر 18 عام وهو تحت تأثير الكحول ويحمل مسدساً، محاولاً الصعود إلى المسرح، وتلقى عدة طعنات قاتلة، من أفراد الهيلز آنجيلز، وتم تصوير هذه الأحداث.     

## طاقم الأداء
- ميك جاغر: المغني الرئيسي لفريق رولنج ستونز (حاصل على لقب سير)
- كيث ريتشاردز: عازف جيتار فريق رولنج ستونز – مغني – كاتب أغاني
- روني وود: عازف آلات كثيرة لفريق رولنج ستونز – كاتب أغاني
- تشارلي واتس: قارع طبول فريق رولنج ستونز
- بيل وايمان: عازف جيتار باس لفريق رولنج ستونز – منتج وكاتب موسيقي
- ملفين بيلي: محامي فريق رولنج ستونز
- تينا تورنر: مغنية أمريكية سويسرية
- آيك تيرنر: مغني وكاتب ومنتج موسيقي أمريكي
- غريس سليك: مغنية وكاتبة موسيقية لفريق جيفرسون أيربلين
- بول كانتنر: مغني وعازف جيتار فريق جيفرسون أيربلين
- مارتي بالين: مغني وكاتب موسيقي وعزف جيتار فريق جيفرسون أيربلين
- جاك كاسادي: عازف جيتار باس لفريق جيفرسون أيربلين
- سبنسر درايدن: قارع طبول فريق جيفرسون أيربلين
- جورما كوكونن: عازف جيتار فريق جيفرسون أيربلين[23]

## أغاني الفيلم
فريق رولنج ستونز
القفز فلاش جاك Jumpin' Jack Flash
(لا يمكنني الحصول على لا) الرضا (I Can't Get No) Satisfaction
عليك التحرك You Gotta Move
الخيول البرية (في استوديوهات مدينة مسل شولز) Wild Horses
سكر بني Brown Sugar
الحب عبثا Love in Vain
نساء هونكي تونك Honky Tonk Women
رجل قتال الشوارع Street Fighting Man
التعاطف لأجل الشيطان Sympathy for the Devil
تحت إبهامي Under My Thumb
أعطني مأوى (نسخة حية، تعزف في نهاية الفيلم) Gimme Shelter
آيك وتينا تيرنر
لقد كنت أحبك لفترة طويلة (في ماديسون سكوير غاردن) I've Been Loving You Too Long
فريق جيفرسون ايربلين
الجانب الآخر من هذه الحياة (في ألتامونت) The Other Side of This Life
فريق فلاين بوريتو براذرز
ستة أيام على الطريق (في ألتامونت) Six Days on the Road

## استقبال الفيلم
منح موقع الطماطم الفاسدة الفيلم تقييماً مقداره 93% بناءاً على آراء 29 ناقداً، وكتب إجماع نقاد الموقع: «يعرض الفيلم مقطوعات أساسية، تقشعر لها الأبدان، ويعرض أيضاً بنظرة خاطفة حول كيفية موازاة موسيقى رولينج ستونز مع نهاية حركة الثقافة المضادة».
كتب الناقد فنست كانبي على صحيفة نيويورك تايمز: «فيلم يصور حدث أدى إلى وفاة أربعة أشخاص، وإضافة المزيد من المواد إلى أساطير» راونتشي«التي تحيط بفريق الروك البريطاني الاستثنائي... هو واحد من أكثر الأفلام البغيضة، والقاتمة، والاكتئابية التي واجهتها على الإطلاق... مبهرج، ومليء بالألوان، مليء بالتفاصيل الغريبة، نوع من الانطباع غير المتجسد. مثل الكثير من المقالات التي تكتب اليوم حول ظاهرة موسيقى الروك، فإن الفيلم يحاول إعادة النظر في نوعية التجربة دون أن يكون حرجًا بما يكفي لإهانة المؤمنين الحقيقيين».
كتب جيمس سوليفان في صحيفة سان فرانسيسكو كرونيكل في 6 أغسطس 2012: «فيلم الأخوين مايسلز عن الحفلة الموسيقية المجانية المشؤومة، تبدأ اليوم دور العرض في ترميم الذكرى الثلاثين، ولا عجب ان الأمر لا يزال مزعجًا كما كان دائمًا».

## روابط خارجية
- مقالات تستعمل روابط فنية بلا صلة مع ويكي بيانات